# Peribaea subaequalis
Peribaea subaequalis är en tvåvingeart som först beskrevs av Malloch 1930.  Peribaea subaequalis ingår i släktet Peribaea och familjen parasitflugor. Inga underarter finns listade i Catalogue of Life.